# Dorus Brekelmans
Dorus Brekelmans (Waalwijk, 22 april 1972) is een Nederlands kunstschilder en illustrator van onder andere kinderboeken.

## Biografie
Dorus Brekelmans studeerde in 1998 af aan de Karel de Grote Hogeschool in Antwerpen in de richting toegepaste grafiek en illustratie. Sindsdien werkt hij als zelfstandig illustrator/illustratief kunstenaar aan verschillende projecten in Nederland en België. Hij verzorgt tekenwerk voor jeugdboeken, tijdschriften, brochures, websites en meer. In België maakte hij de affiche en de illustraties voor de Jeugdboekenweek 2001. Verder maakt hij tekeningen voor prentenboeken zoals Dora-Nora en de maan, leesboeken zoals Gedwongen toch van Luc Simoen, maar ook voor poëzie (Wie heeft de wolken gemolken?) en informatieve boeken zoals A is een koetje.
In 2013 en 2015 deed Brekelmans mee aan het tv-programma Sterren op het Doek. In 2013 portretteerde hij André Kuipers, in 2025 Robert ten Brink. In beide gevallen werd zijn portret uitgekozen door de geportretteerde. 

## Bekroningen
- 2000: Boekenwelp voor Schapenvellen en ganzenveren - Het verhaal van het middeleeuwse boek van Katharina Smeyers, illustraties van Dorus Brekelmans[2][3]
- 2000: longlist van de Gouden Uil voor Schapenvellen en ganzenveren - Het verhaal van het middeleeuwse boek van Katharina Smeyers, illustraties van Dorus Brekelmans[2]